# Domenico Morelli
Domenico Morelli (Nápoles, Italia, 7 de julio de 1826-13 de agosto de 1901) fue un pintor italiano, autor de cuadros de tema histórico y bíblico, de colorido brillante. Ha sido uno de los artistas napolitanos principales del siglo XIX; tuvo una carrera académica distinguida, como director de la pintura, de la figura a partir de 1891, y a partir del 1899 fue director de la prestigiosa Academia de Bellas Artes de Nápoles. Domenico Morelli era el maestro de arte de Vincenzo Petrocelli.

## Biografía
Originario del Borgo Santa Lucia, frecuentó la Academia de Bellas Artes de Nápoles.
En 1848 ganó una beca para estudiar a Roma donde, después de participar en los motines de 1848, fue encarcelado por un breve período. En 1850 visitó Florencia, recibiendo su primer reconocimiento público por la obra Gli iconoclasti (Los iconoclastas). En 1855 participó, junto a Francesco Saverio Altamura y Serafino De Tivoli, en la Exposición Universal de París.
Domenico Morelli y Vincenzo Petrocelli fueron los fundadores de la Escuela de Diseño de la Academia de Bellas Artes de Nápoles. Su colaboración determinante contribuyó a establecer los fundamentos del movimiento de la “pintura napolitana”. La Escuela napolitana de pintura, creada por ellos, se destacó por su notable contribución a la pintura italiana, influyendo en una generación posterior de artistas.
En el año 1860, ya entre los pintores más conocidos de su época, fue nombrado consultor del Museo de Capodimonte por las adquisiciones de nuevas obras, llevando así su contribución a la gestión de las colecciones de arte. En 1868 consiguió una cátedra en la Academia de Bellas Artes de Nápoles, donde había estudiado, siendo maestro de pintores reconocidos como Antonio Mancini, Gioacchino Toma, Vittorio Matteo Corcos y Nicola Ciletti. Desde 1899 hasta su muerte, ocurrida en 1901, fue director de la Academia.
Junto a Vincenzo Petrocelli, fue seleccionado directamente por el Rey Ferdinando II delle Due Sicilie para realizar una serie de frescos en el Tempio di San Francesco en Gaeta.
Fue senador del Reino de Italia.
En España se le recuerda también por su amistad con Mariano Fortuny.

## Obra
Junto a Giacomo Di Chirico y Filippo Palizzi, Morelli es el artista más importante de la segunda mitad del siglo XIX en Nápoles. Es un pintor muy estimado por la finura y armonía del colorido y la plácida expresión de los conjuntos.
Sus primeras pinturas fueron influenciadas por los ideales románticos, con numerosos sugestiones medievales (fue inspirado en particular por el poeta inglés Byron). Influenciado por Eugène Delacroix y por los nazarenos, realizó cuadros religiosos de gran sentido teatral, de estudios bíblicos melodramáticos y escenas de la gran literatura.
Bajo influencia del historiador Pasquale Villari, e inspirado por Francesco Hayez, se centró en los temas románticos e históricos. Con ellos, comenzó una fase de la pintura del verismo. En Florencia, divulgó sus observaciones y tomó parte en los debates de los macchiaioli sobre el realismo pictórico y eso lo condujo gradualmente a asumir un estilo menos académico, más libre, sobre todo en el uso del color. En años siguientes, Morelli introdujo una visión de la realidad derivada de Palizzi en sus pinturas históricas. Según los críticos de la pintura napolitana, su arte funde verismo y tardo-romanticismo con modelos inspirados en el siglo XVII.
Como profesor de la Academia de Bellas Artes de Nápoles, continuó su interés por los temas religiosos, místicos y sobrenaturales: de este periodo es una de sus obras más célebres, la Assunzione (La asunción) del Palacio Real de Nápoles.
Una seña de la pintura de Morelli, es su utilización de la bandera tricolor italiana la cual convierte en alegoría, en un símbolo, en un testimonio del sufrimiento del pueblo italiano en la pintura I martiri cristiani (Los mártires cristianos).

## Condecoraciones
- Comendador de la Orden de los Santos Mauricio y Lázaro
- Caballero de la Orden civil de Saboya
- Comendador de la Orden de la Corona de Italia

## Museos
- Musei Napoletani - Castel Sant'Elmo (Nápoles, Italia)
  - Exposición Domenico Morelli e il suo tempo: 1823-1901, dal romanticismo al simbolismo (29 de octubre de 2005 / 29 de enero de 2006)
- Museo de San Martino - (Nápoles, Italia)
- Academia de Bellas Artes - (Nápoles, Italia)
- Museo de Capodimonte - (Nápoles, Italia)
- Galería Nacional de Arte Moderno - (Roma, Italia)

## Galería

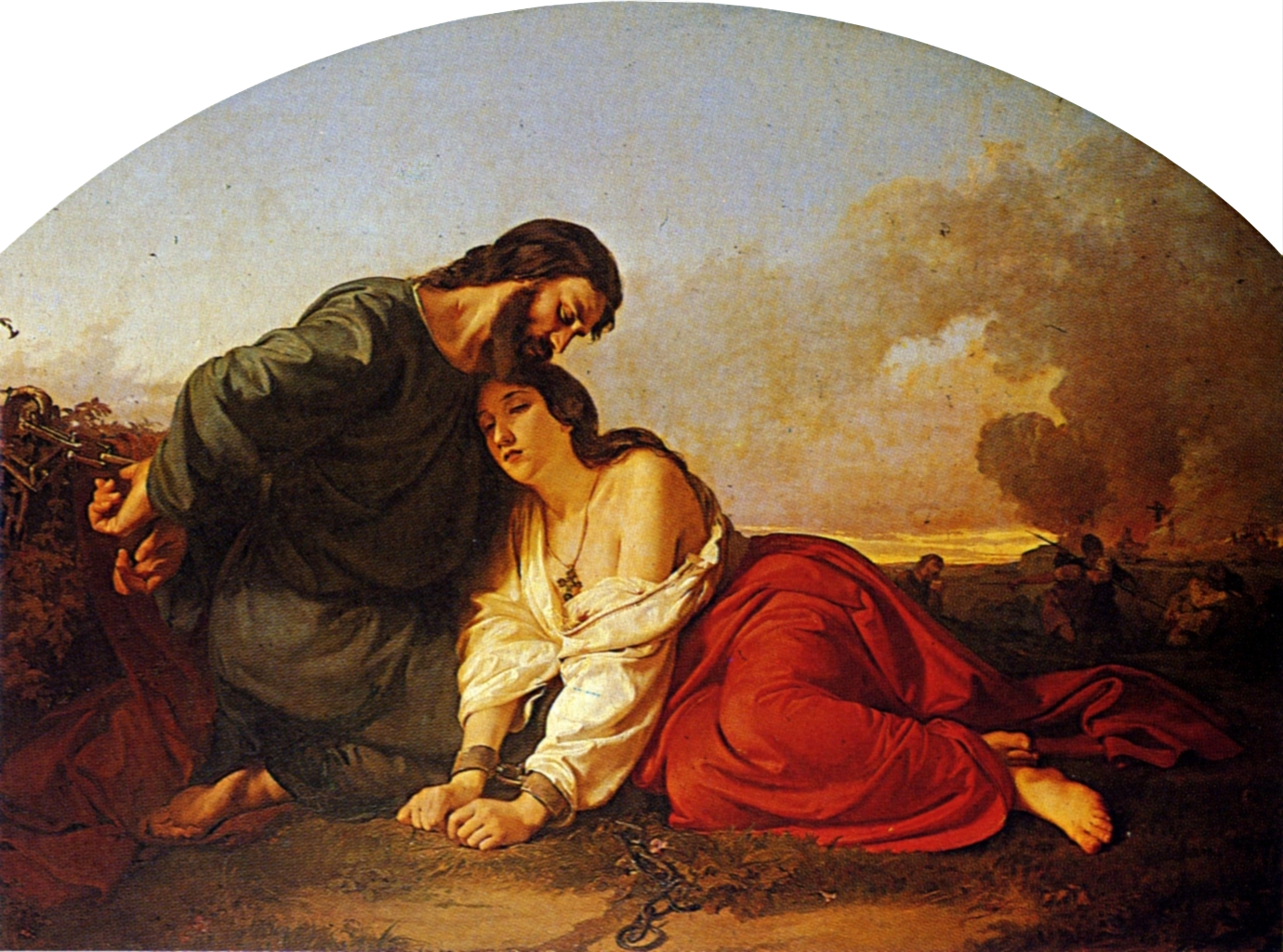
I martiri cristiani (Los mártires cristianos)
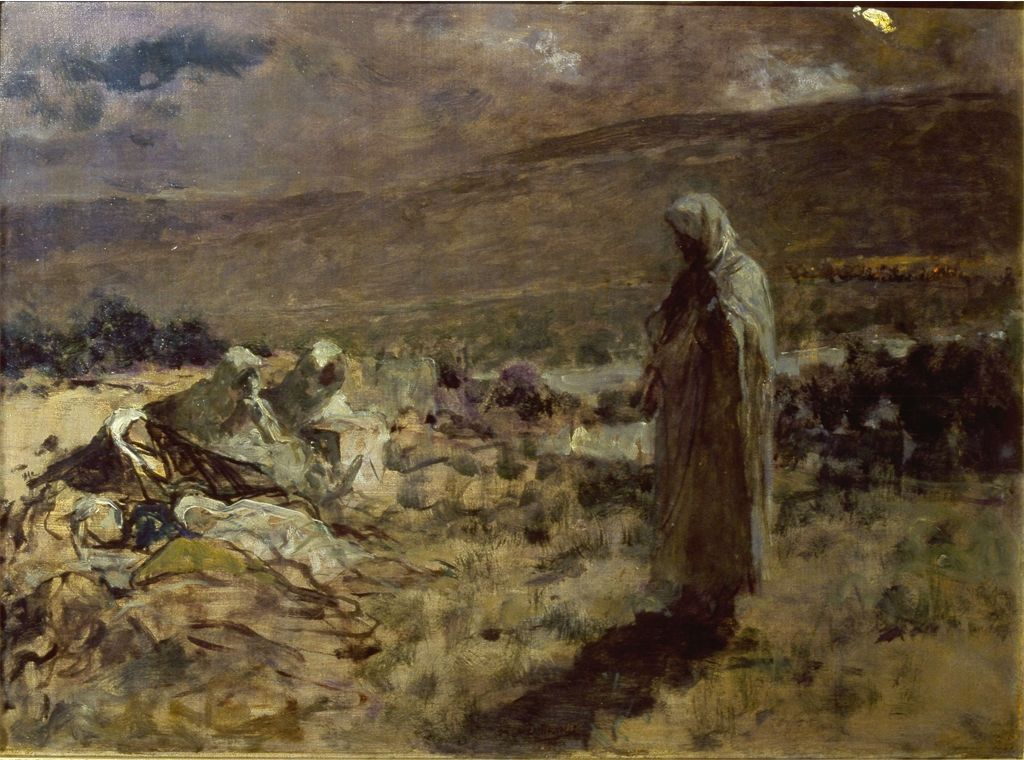
Cristo che veglia gli apostoli (Cristo velando por los apóstoles)
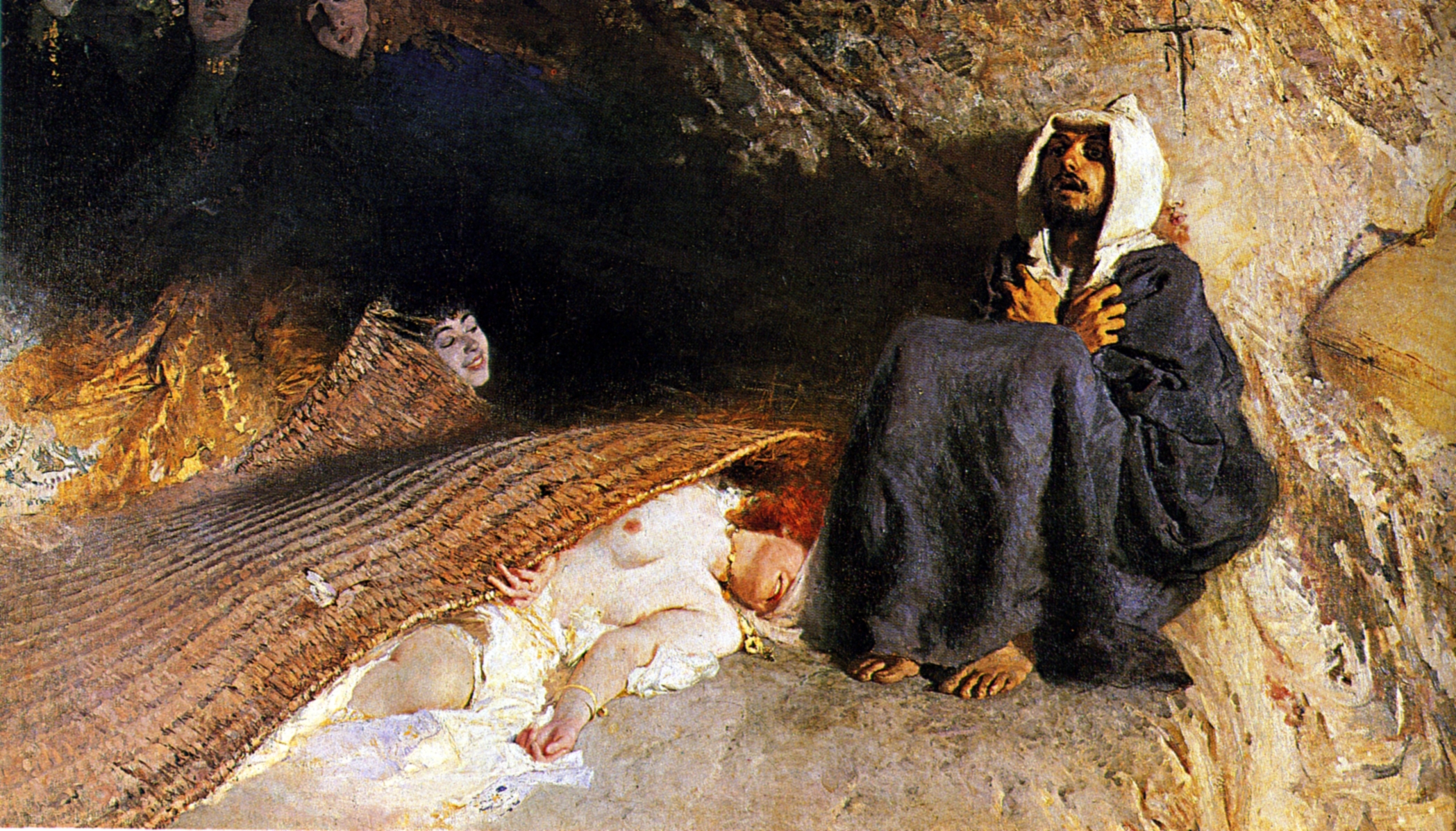
Le tentazioni di Sant'Antonio (Las tentaciones de San Antonio)
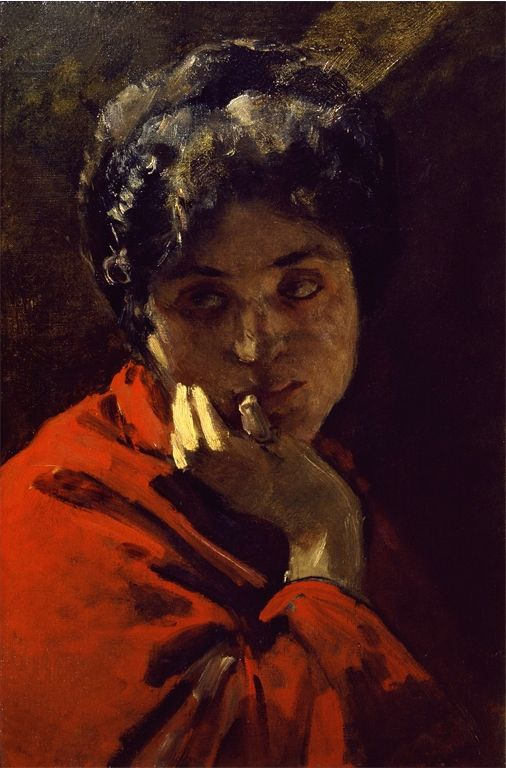
Ritratto di donna in rosso (Retrato de mujer de rojo)
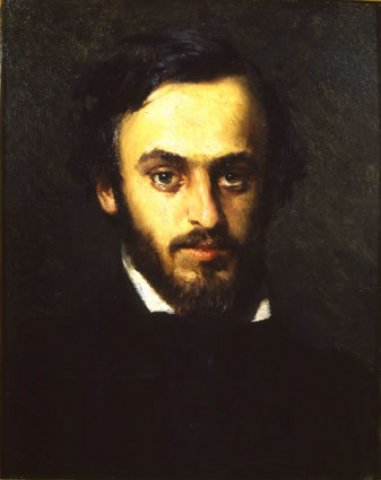
Ritratto di Emilio Villari giovane (Retrato de Emilio Villari joven)